# Билска чука
Билска чука (1644 м) е най-високият връх в българската част на планината Огражден. Издига се на главното планинско било и има куполовидна форма със заоблени склонове. Разположен е северозападно от връх Маркови кладенци и югоизточно от връх Голак с който се свързва с малка седловина. Изграден е от метаморфни скали, предимно амфиболити, биотитови и двуслюдени шисти. Почвите са канелени горски на места излужени и ерозирани. Склоновете на върха са обрасли със стари букови гори, а на места са залесени с бял бор. Основен изходен пункт за изкачването на Билска чука е село Гега, от където започва маркирана с червено пътека, водеща до подножието на върха (местността Плетваро). Оттам до върха пътеката не е маркирана.